# Enterocloster bolteae
Enterocloster bolteae es una especie de bacteria grampositiva del género Enterocloster. Fue descrita en el año 2020. Su etimología hace referencia a la microbióloga americana Ellen Bolte. Anteriormente conocida como Clostridium bolteae. Es anaerobia estricta y formadora de esporas subterminales. Tiene un tamaño de 1,0-1,2 μm de ancho por 2-5 μm de largo. Forma colonias grises, circulares, lisas y opacas. Sensible a kanamicina y colistina. Resistente a ampicilina, piperaciclina y vancomicina. Se ha aislado de heces humanas, sangre y abscesos intraabdominales. 

## Relación con enfermedades
Se ha  encontrado en niños con autismo y con desórdenes gastrointestinales, así como en pacientes con trastorno de espectro de la neuromielitis óptica, por lo que se cree que esta bacteria podría tener relación. Se han estudiado vacunas específicas contra esta especie de bacteria, para pacientes con diarreas abundantes donde E. bolteae se encuentra en grandes cantidades.